# Alexander Sulzer
Alexander Sulzer (Kaufbeuren, 30 maggio 1984) è un hockeista su ghiaccio tedesco.

## Carriera
Nel corso della sua carriera ha indossato, tra le altre, le maglie di Hamburg Freezers (2002/03), DEG Metro Stars (2003-2007), Milwaukee Admirals (2007-2009, 2009/10), Nashville Predators (2008/09, 2009-2011), Florida Panthers (2010/11), Vancouver Canucks (2011/12), Buffalo Sabres (2011/12, 2012/13, 2013/14), ERC Ingolstadt (2012/13), Rochester Americans (2013/14) e Kölner Haie (dal 2014).
Con la nazionale tedesca ha preso parte a due edizioni dei Giochi olimpici invernali (2006 e 2010) e a tre edizioni dei campionati mondiali (2005, 2007 e 2010).